# 루스 브라운
루스 앨스턴 브라운(Ruth Alston Brown, 1928년 1월 12일 ~ 2006년 11월 17일)은 미국의 싱어송라이터이자 배우였으며, 때때로 "R&B의 여왕"이라고도 불린다. "So Long", "Teardrops from My Eyes", "(Mama) He Treats Your Daughter Mean" 등 1950년대 애틀랜틱 레코드의 히트곡 시리즈를 통해 R&B 음악에 팝 음악 스타일을 도입한 것으로 유명했다. 이러한 공헌으로 애틀랜틱은 "루스가 지은 집"(구 양키 스타디움 (1923년)의 유명한 별명을 암시함)으로 알려지게 되었다. 브라운은 1993년 로큰롤 명예의 전당에 헌액되었다.
1970년대 중반에 시작되어 1980년대에 정점에 도달한 부활 이후 브라운은 자신의 영향력을 사용하여 로열티 및 계약에 관한 음악가의 권리를 요구했다. 이러한 노력은 리듬 앤 블루스 재단(Rhythm and Blues Foundation)의 설립으로 이어졌다. 브로드웨이 뮤지컬 블랙 앤 블루(Black and Blue)에서의 공연으로 브라운은 토니상을 수상했으며, 오리지널 캐스트 녹음은 그래미 어워드를 수상했다. 브라운은 2016년 그래미 평생 공로상을 수상했다. 2017년 브라운은 국립 리듬 앤 블루스 명예의 전당에 입성했다. 2023년 롤링 스톤(Rolling Stone)은 역사상 가장 위대한 가수 200인 목록에서 브라운을 146위로 선정했다.

## 음반

### 스튜디오 음반
- Ruth Brown (Atlantic, 1957)
- Miss Rhythm (Atlantic, 1959)
- Late Date with Ruth Brown (Atlantic, 1959)
- Along Comes Ruth (Philips, 1962)
- Gospel Time (Philips, 1962)
- Ruth Brown '65 (Mainstream, 1965)
- Black Is Brown and Brown Is Beautiful (Skye, 1969)
- The Real Ruth Brown (Cobblestone/Buddah, 1972)
- Sugar Babe (President, 1976), re-issued in 1985 as Brown Sugar
- You Don't Know Me (Dobre, 1978)
- Blues on Broadway (Fantasy, 1989)
- Help a Good Girl Go Bad (MMS Classix, 1989)[41]
- Brown, Black & Beautiful (SDEG/Ichiban, 1990)
- Fine and Mellow (Fantasy, 1991)
- The Songs of My Life (Fantasy, 1993)
- R + B = Ruth Brown (Bullseye Blues, 1997)
- A Good Day for the Blues (Bullseye Blues, 1999)